# Budismo e psicologia

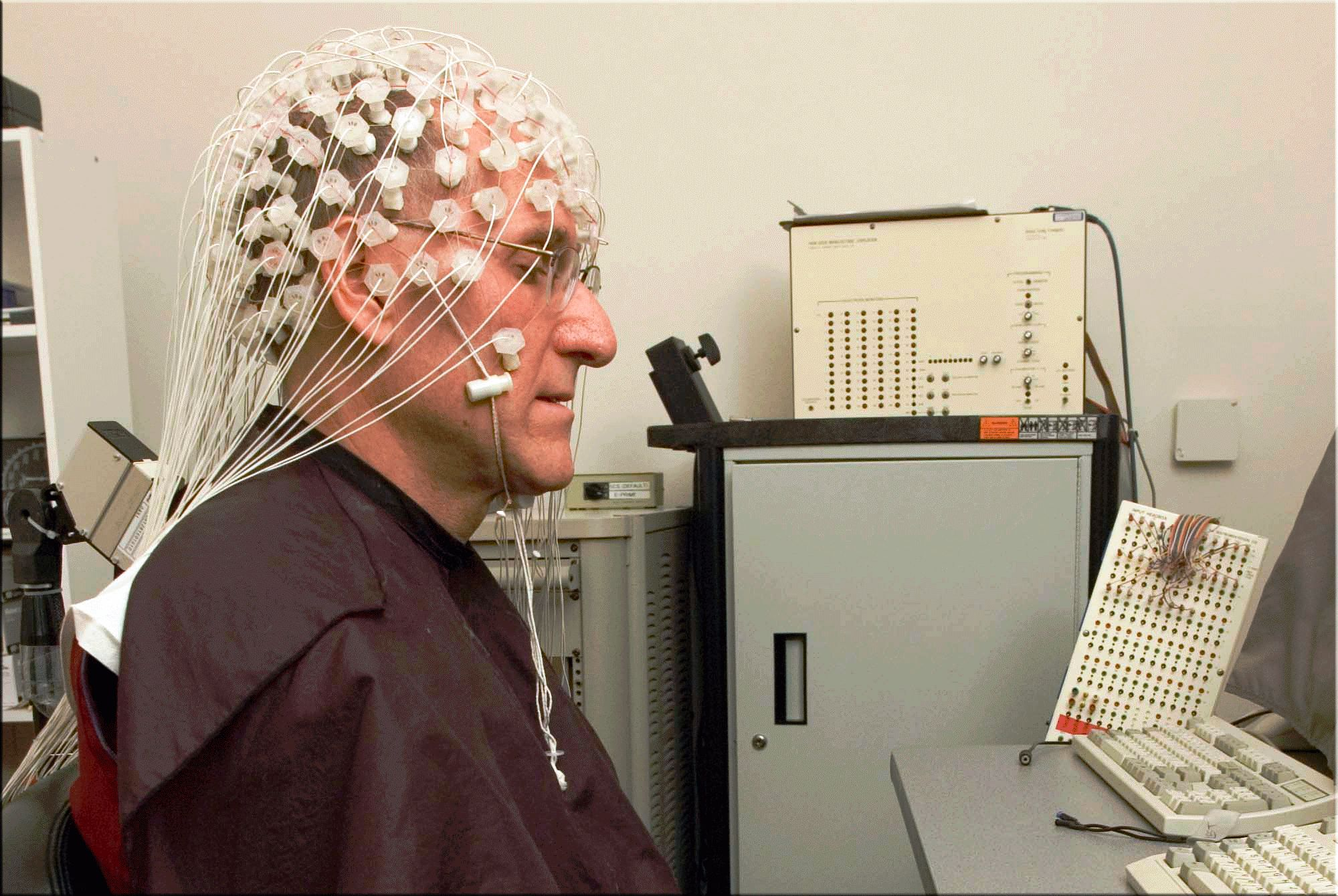
Monge budista Barry Kerzin participando de pesquisas de meditação neuropsicológica com eletroencefalografia.

O budismo inclui uma análise da psicologia humana, emoção, cognição, comportamento e motivação, juntamente com práticas terapêuticas. Uma característica única da psicologia budista é que ela está inserida no sistema ético e filosófico budista, e sua terminologia psicológica é colorida por conotações éticas. A psicologia budista tem dois objetivos terapêuticos: a vida saudável e virtuosa de um chefe de família ou gahapati (samacariya, "vida harmoniosa") e o objetivo final do nirvana, a cessação total da insatisfação e do sofrimento (dukkha).
O budismo e a moderna disciplina da psicologia têm múltiplos paralelos e pontos de sobreposição. Isso inclui uma fenomenologia descritiva dos estados mentais, emoções e comportamentos, bem como teorias da percepção e fatores mentais inconscientes. Psicoterapeutas como Erich Fromm encontraram nas experiências budistas de iluminação (por exemplo, kensho) o potencial de transformação, cura e descoberta de significado existencial. Alguns praticantes contemporâneos de saúde mental, como Jon Kabat-Zinn, encontram cada vez mais práticas budistas antigas (como o desenvolvimento da atenção plena) de valor terapêutico empiricamente comprovado, enquanto professores budistas como Jack Kornfield vêem a psicologia ocidental como uma prática complementar para os budistas.

## Interação
O estabelecimento do budismo antecede o campo da psicologia em mais de dois milênios; assim, qualquer avaliação do budismo em termos de psicologia é necessariamente uma invenção moderna. Uma das primeiras avaliações desse tipo ocorreu quando os indologistas britânicos começaram a traduzir textos budistas do pali e sânscrito. O crescimento moderno do budismo no Ocidente e, particularmente, o desenvolvimento do modernismo budista em todo o mundo levou à comparação e ao contraste da psicologia e psiquiatria europeia com a teoria e a prática budistas. Segundo o psicólogo austríaco Gerald Virtbauer, o contato do budismo e da psicologia europeia geralmente seguiu três abordagens principais:
1. A apresentação e exploração de partes dos ensinamentos budistas como uma psicologia e método psicológico para analisar e modificar a experiência humana.
2. A integração de partes dos ensinamentos budistas nas linhas de pensamento psicológico ou psicoterapêutico já existentes (como na terapia cognitiva baseada na atenção plena e na terapia de aceitação e compromisso).
3. Integração budista do conhecimento das ciências psicológicas e sociais ocidentais no sistema budista (por exemplo, modernismo budista, movimento Vipassana)

## Psicologia no Tripitaka
Os primeiros escritos budistas são preservados em coleções de três partes chamadas Tipitaka (pali; sânscrito Tripitaka). A primeira parte, o Sutta Pitaka, contém uma série de discursos atribuídos ao Buda, contendo muito material psicológico.
Uma característica central da psicologia budista é sua metodologia, baseada na experiência pessoal através da introspecção e da auto-observação fenomenológica. De acordo com o Buda, embora inicialmente não confiável, a mente pode ser treinada, acalmada e cultivada, de modo a tornar a introspecção um método refinado e confiável. Essa metodologia é a base para a compreensão pessoal da natureza da mente que o Buda teria alcançado. Embora a introspecção seja um aspecto essencial do método budista; a observação do comportamento de uma pessoa também é importante.

### Percepção e o eu
Os primeiros textos budistas descrevem uma teoria da percepção e cognição baseada nos ayatanas (bases dos sentidos, mídia dos sentidos, esferas dos sentidos), que são categorizados em órgãos dos sentidos, objetos dos sentidos e consciência. O contato entre essas bases leva a um evento perceptivo, conforme explicado nos textos budistas: "quando o olho interno está intacto e as formas externas visíveis ficam ao seu alcance e quando há um ato apropriado de atenção por parte da mente, é o surgimento da consciência perceptiva".
O processo usual de cognição dos sentidos está enredado no que o Buda chama de "papañca" (proliferação conceitual), uma distorção e elaboração no processo cognitivo da sensação ou sentimento bruto (vedana). Esse processo de confabulação alimenta o próprio processo perceptivo. Portanto, a percepção para os budistas não se baseia apenas nos sentidos, mas também em nossos desejos, interesses e conceitos e, portanto, é de certa forma irrealista e enganosa. O objetivo da prática budista é remover essas distrações e adquirir conhecimento das coisas como elas são (yatha-bhuta nadassanam).
Esse processo psicofísico está ainda mais ligado ao desejo psicológico, manas (presunção) e ditthi (dogmas, visões). Uma das visões mais problemáticos de acordo com o Buda, é a noção de um permanente e sólido Self ou 'ego puro'. Isso ocorre porque, na psicologia budista inicial, não existe um eu fixo (atta; sânscrito atman), mas a ilusão do eu e o apego a um conceito de ego afetam todos os comportamentos de uma pessoa e levam ao sofrimento. Para o Buda, não há nada uniforme ou substancial em uma pessoa, apenas um fluxo de eventos ou processos em constante mudança, categorizados em cinco categorias chamadas skandhas (montes, agregados), que incluem o fluxo de consciência (Vijñāna-sotam). A falsa crença e apego a uma entidade-ego permanente está na raiz da maioria das emoções negativas.

O psicólogo Daniel Goleman afirma: 
 A noção de um "eu vazio" postula que não existe um "CEO da mente", mas algo como comitês constantemente competindo pelo poder. Nesta visão, o "eu" não é uma entidade estável e duradoura no controle, mas uma miragem da mente - não é realmente real, mas meramente aparenta assim. Embora essa noção pareça contrária à nossa própria experiência cotidiana, na verdade descreve a desconstrução do eu que a neurociência cognitiva encontra ao dissecar a mente (mais famosa, a "sociedade da mente" de Marvin Minsky). Portanto, o modelo budista do eu pode se ajustar aos dados muito melhor do que as noções que dominaram o pensamento psicológico no último século. 
 O Buda via a mente humana como um complexo psicofísico, um continuum dinâmico chamado namarupa. Nama refere-se aos elementos não-físicos e rupa aos componentes físicos. Segundo Padmasiri de Silva, "os constituintes mentais e físicos formam um complexo, e existe uma dependência mútua da mente no corpo e do corpo na mente".

### Motivação e emoção
A teoria da motivação humana de Buda é baseada em certos fatores-chave compartilhados por todos os seres humanos e se preocupa principalmente com a natureza da insatisfação humana (dukkha) e como dissipá-la. Nos suttas, diz-se que os seres humanos são motivados pelo desejo (tanha, literalmente "sede") de três tipos:
- Kama tanha - desejo de gratificação sensorial, sexo, novos estímulos e prazer.
- Bhava tanha - desejo de sobrevivência ou existência continuada, também inclui fome e sono, bem como desejo de poder, riqueza e fama.
- Vibhava tanha - desejo de aniquilação, inexistência, também associado a agressão e violência contra si mesmo e aos outros[13]

Esses três impulsos básicos foram comparados à teoria de pulsão freudiana de libido, ego e thanatos, respectivamente (de Silva, 1973). A excitação desses três desejos é derivada de sentimentos agradáveis ou desagradáveis (vedana), reações às impressões sensoriais com tom hedônico positivo ou negativo. Os desejos condicionam o apego ou a obsessão (upadana) a sentir impressões, levando a um círculo vicioso de desejos e esforços adicionais, o que é, em última análise, insatisfatório e estressante.
Os suttas também enumeram três "raízes prejudiciais" (akusala mulas) do sofrimento, emoções negativas e comportamento: raga (paixão ou luxúria); dosa (ódio ou malícia); e moha (ilusão ou crença falsa). Eles se opõem a três raízes saudáveis: liberalidade, bondade e sabedoria.
O sentimento ou reação afetiva (vedana) também está na fonte das emoções e é categorizado de várias maneiras; como físico ou mental, como agradável, desagradável ou neutro; e como enraizada nos diferentes sentidos. O Buda também faz uma distinção entre sentimentos mundanos e extramundanos ou espirituais, vendo os sentimentos espirituais como superiores. Dessas reações imediatas básicas, bem como em nosso contexto situacional, da conceituação e da história pessoal surgem emoções mais complexas, como medo, ódio, esperança ou desespero. A teoria budista das emoções também destaca a importância ética e espiritual das emoções positivas, como compaixão e amizade, como antídotos para emoções negativas e como veículos para o autodesenvolvimento.
Segundo Padmasiri de Silva, nos primeiros textos budistas, as emoções podem ser divididas em quatro grupos: "aquelas que obstruem o ideal da vida virtuosa buscada pelo leigo, emoções que interferem na busca reclusa do caminho da perfeição, emoções que acentuam o ideal da vida virtuosa do leigo e emoções desenvolvidas pelo recluso que busca o caminho da perfeição."

### O inconsciente
Os primeiros textos budistas, como o Cânon Pali, apresentam uma teoria sobre tendências mentais latentes (Anusaya, "viés latente", "predisposição", "disposição latente") que são pré-conscientes ou inconscientes Esses padrões são mais tarde denominados "Vāsanā" (impressão) pelos budistas yogacara posteriores e foram considerados como residindo em uma camada mental inconsciente. O termo "grilhões" também está associado às tendências latentes.
Um texto posterior do Theravada, o Abhidhammattha-sangaha (séculos XI e XII) diz: “As disposições latentes são impurezas que 'repousam junto' do processo mental ao qual pertencem, surgindo à tona como obsessões sempre que encontram condições adequadas” (Abhs 7.9). A escola Theravada também sustenta que existe um fluxo subconsciente de consciência chamado Bhavanga.
Outro conjunto de fatores mentais inconscientes responsáveis por influenciar o comportamento de alguém inclui os asavas (em sânscrito, asrava, "afluxo"). Diz-se que esses fatores "intoxicam" e "confundem" a mente. O Buda ensinou que era preciso removê-los da mente através da prática, a fim de alcançar a libertação. Diz-se que os asavas surgem de diferentes fatores: sensualidade, agressão, crueldade, corpo e individualidade são alguns dos fatores dados.
A escola Yogacara do budismo Maaiana (começando do século III ao V EC) estendeu essas ideias ao que foi chamado de teoria budista da mente inconsciente. Este conceito foi denominado ālaya-vijñāna (a consciência fundamental) que armazena sementes cármicas (bija) e sofre renascimento. Essa teoria foi incorporada a uma teoria Yogacara mais ampla das Oito Consciências e também é sustentada no budismo tibetano.

### Autodesenvolvimento e práticas cognitivas comportamentais

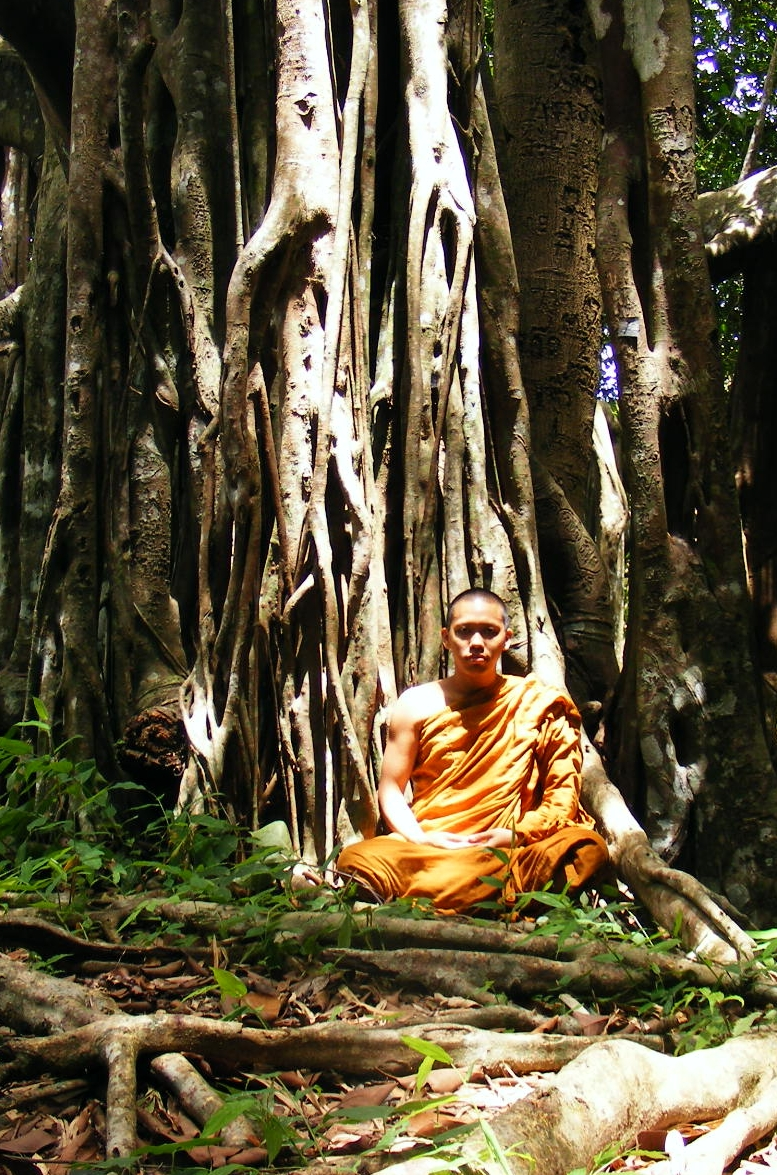
Um monge budista medita em meio à natureza na Tailândia.

Segundo Padmal de Silva, "as estratégias budistas representam um modelo terapêutico que trata a pessoa como seu agente de mudança, e não como recipiente de intervenções impostas externamente". Silva argumenta que o Buda viu cada pessoa responsável por seu próprio desenvolvimento pessoal e considera isso semelhante à abordagem humanística da psicologia. A psicoterapia humanística coloca muita ênfase em ajudar o cliente a alcançar a auto-atualização e o crescimento pessoal (por exemplo, Maslow).
Como a prática budista também abrange sabedoria prática, virtudes espirituais e moralidade, ela não pode ser vista exclusivamente como outra forma de psicoterapia. É mais preciso vê-lo como um modo de vida ou um modo de ser (Dharma).
O desenvolvimento pessoal no budismo é baseado no nobre caminho óctuplo que integra ética, sabedoria ou entendimento (pañña) e práticas psicológicas, como meditação (bhavana, cultivo, desenvolvimento). A autorrealização no budismo tradicional é baseada nas ideias do Nirvana e do Estado de Buda. O estado mais alto que um ser humano pode alcançar (um Arahant ou um Buda) é visto como sendo completamente livre de qualquer tipo de insatisfação ou sofrimento, todas tendências mentais, raízes e influxos negativos foram eliminados e há apenas emoções positivas, como compaixão (Karuṇā) e bondade amorosa presente.
A meditação budista é de dois tipos principais: Samatha destina-se a acalmar e relaxar a mente, além de desenvolver foco e concentração, treinando a atenção em um único objeto; Vipassana é um meio de obter insight ou entendimento da natureza dos processos mentais e de suas qualidades impermanentes, estressantes e abnegadas, através da aplicação de atenção e compreensão contínuas e estáveis (Sampajañña). Embora o objetivo final dessas práticas seja o nirvana, o Buda afirmou que elas também trazem benefícios mundanos, como relaxamento, bom sono e redução da dor.
Os textos budistas também contêm estratégias mentais de modificação do pensamento, semelhantes às técnicas de terapia cognitivo-comportamental. Uma comparação desses sistemas de modificação cognitivo-comportamental foi discutida pelo professor William Mikulas e Padmal de Silva.
De acordo com Padmal de Silva, essas semelhanças incluem: "redução do medo por exposição gradual e inibição recíproca; uso de recompensas para promover comportamentos desejáveis; modelagem para induzir mudanças comportamentais; uso de controle de estímulos para eliminar comportamentos indesejáveis; uso de aversão para eliminar comportamentos indesejáveis"; treinamento em habilidades sociais; automonitoramento; controle de pensamentos invasivos por distração, mudança/interrupção, pensamentos incompatíveis e exposição prolongada a eles; foco intenso e interno nos aspectos desagradáveis de um estímulo ou nas consequências desagradáveis de uma resposta, para reduzir o apego ao primeiro e eliminar o segundo; abordagem gradual para o desenvolvimento de sentimentos positivos em relação aos outros: uso de pistas externas no controle do comportamento; uso de custo da resposta para ajudar na eliminação de comportamentos indesejáveis; uso de membros da família para realizar programas de mudança de comportamento e métodos cognitivo-comportamentais - por exemplo, para luto".
Um texto inicial importante para esses métodos terapêuticos cognitivos é o Vitakkasanthana Sutta (MN 20) (a remoção de pensamentos perturbadores) e seu comentário, o Papancasudani. Para remover pensamentos negativos ou intrusivos, o Buda recomendou cinco métodos neste sutta:
1. Concentre-se em um pensamento ou objeto oposto ou incompatível.
2. Reflita sobre os perigos e desvantagens do pensamento, suas consequências prejudiciais.
3. Ignore o pensamento e se distraia dele através de alguma outra atividade.
4. Reflita sobre a remoção ou interrupção das causas do pensamento alvo.
5. Faça um forte esforço mental.

Outra técnica recomendada é o Satipatthana Sutta, que descreve a prática da atenção plena, que não é apenas uma meditação formal, mas uma habilidade de consciência atenta e automonitoramento. Ao desenvolver a atenção plena, é aconselhável estar ciente de todos os pensamentos e sensações que surgem, mesmo os indesejados ou desagradáveis, e prestar atenção contínua a esses pensamentos. Eventualmente, através da habituação e exposição, a intensidade e o desagrado de tais pensamentos desaparecerão. Os textos budistas também promovem o treinamento de emoções positivas, como bondade, compaixão, alegria empática e equanimidade.

### Psicologia anormal
O Cânon Pali registra que o Buda distinguiu entre dois tipos de doenças (rogo): doença física (kāyiko rogo) e doença mental (cetasiko rogo). O Buda atribuiu a doença mental ao surgimento de impurezas mentais (Kleshas), que são, em última análise, baseadas nas raízes prejudiciais (três venenos) da ganância, ódio e confusão. Do ponto de vista de Buda, a doença mental é uma questão de grau e, em último caso, todo mundo que não é um ser despertado está, em certo sentido, mentalmente doente. Como afirma o Buda no cânone pali: "é difícil encontrar no mundo aqueles seres que podem admitir a liberdade de doenças mentais, mesmo que por um momento, exceto apenas aqueles em que os asavas são destruídos". Outro conjunto de qualidades negativas delineadas pelo Buda são os cinco obstáculos que, segundo se diz, impedem o cultivo mental adequado, são: desejo dos sentidos, hostilidade, preguiça-torpor, inquietação, preocupação e dúvida.
Segundo Edwina Pio, os textos budistas veem as doenças mentais como sendo principalmente de natureza psicogênica (enraizadas principalmente em "estresse ambiental e aprendizado inadequado").
O Cânon Pali também descreve monges budistas (resumidos pelo monge Gagga) com sintomas do que hoje seria chamado de doença mental. Um ato que é contra o código de disciplina do monge (Vinaya) cometido por alguém que estava "ummatta" - "fora de si" era dito pelo Buda como sendo perdoável. Isto determinava que o louco fosse embora (ummattakasammuti). Os textos também supõem que esta 'loucura' pode ser curada ou recuperada, ou é pelo menos um fenômeno transitório, após o que, durante a confissão, o monje é considerado são pelo sangha mais uma vez.
Há também histórias de leigos que mostram comportamento anormal devido à perda de seus entes queridos. Outras fontes budistas, como Milinda Panha, ecoam a teoria de que a loucura é causada principalmente por circunstâncias pessoais e ambientais.
Outros comportamentos anormais descritos pelas fontes iniciais incluem deficiência intelectual, epilepsia, alcoolismo e suicídio. Buddhagosa postula que a causa do suicídio é uma doença mental baseada em fatores como perda de relações pessoais e doença física.

### Psicologia de Abhidhamma
A terceira parte (ou pitaka, literalmente "cesto") do Tripitaka é conhecida como Abhidhamma (Pali; Skt. Abhidharma). As obras de Abhidhamma são historicamente posteriores às duas outras coleções de Tipitaka (século III a. C. e posterior) e focam na psicologia fenomenológica. Os trabalhos budistas de Abhidhamma analisam a mente em fatores elementares da experiência chamados dharmas (Pali: dhammas). Dhammas são fatores fenomenais ou "eventos psicofísicos" cujas interrelações e conexões compõem todos os fluxos de experiência humana. Existem quatro categorias de dharmas no Theravada Abhidhamma: Citta (consciência), Cetasika (fatores mentais), Rūpa (ocorrências físicas, forma material) e Nibbāna (cessação). Os textos de Abhidhamma são, então, uma tentativa de listar todos os fatores possíveis da experiência e todos os relacionamentos possíveis entre eles. Entre as realizações dos psicólogos do Abhidhamma estava o esboço de uma teoria das emoções, uma teoria dos tipos de personalidade e uma psicologia do comportamento ético.
Ven. Bhikkhu Bodhi, presidente da Sociedade Budista de Publicações, fez uma sinopse do Abhidhamma da seguinte maneira:
"O sistema que o Abhidhamma Pitaka articula é simultaneamente uma filosofia, uma psicologia e uma ética, tudo integrado na estrutura de um programa de libertação.... A tentativa do Abhidhamma de compreender a natureza da realidade, contrária à da ciência clássica no Ocidente, não procede do ponto de vista de um observador neutro olhando para o mundo externo. A principal preocupação do Abhidhamma é entender a natureza da experiência e, portanto, a realidade na qual ele se concentra é a realidade consciente.... Por esse motivo, o empreendimento filosófico do Abhidhamma se transforma em uma psicologia fenomenológica. Para facilitar o entendimento da realidade vivida, o Abhidhamma inicia uma análise elaborada da mente, que se apresenta à meditação introspectiva. Classifica a consciência em uma variedade de tipos, especifica os fatores e funções de cada tipo, correlaciona-os com seus objetos e bases fisiológicas e mostra como os diferentes tipos de consciência se ligam entre si e com fenômenos materiais para constituir o processo contínuo de experiência".

## Budismo e psicologia
Budismo e psicologia se sobrepõem na teoria e na prática. Desde o início do século XX, quatro vertentes da interação evoluíram:
- fenomenologia descritiva: estudiosos[30] encontraram nos ensinamentos budistas uma psicologia fenomenológica introspectiva detalhada (particularmente no Abhidhamma, que descreve vários traços, emoções e tipos de personalidade).
- significado psicoterapêutico: psicoterapeutas humanistas encontraram na abordagem não dualista do budismo e nas experiências de iluminação (como no Zen kensho) o potencial de transformação, cura e descoberta de significado existencial. Essa conexão foi explicada por uma modificação da teoria do desenvolvimento cognitivo de Piaget, introduzindo o processo de iniciação.[31]
- utilidade clínica: alguns praticantes contemporâneos de saúde mental encontram cada vez mais práticas budistas antigas (como o desenvolvimento da atenção plena) de valor terapêutico empiricamente comprovado.[32]
- psicologia popular e espiritualidade: a psicologia foi popularizada[33] e se misturou à espiritualidade em algumas formas de espiritualidade moderna. Noções budistas formam um ingrediente importante dessa mistura moderna.

### Psicologia

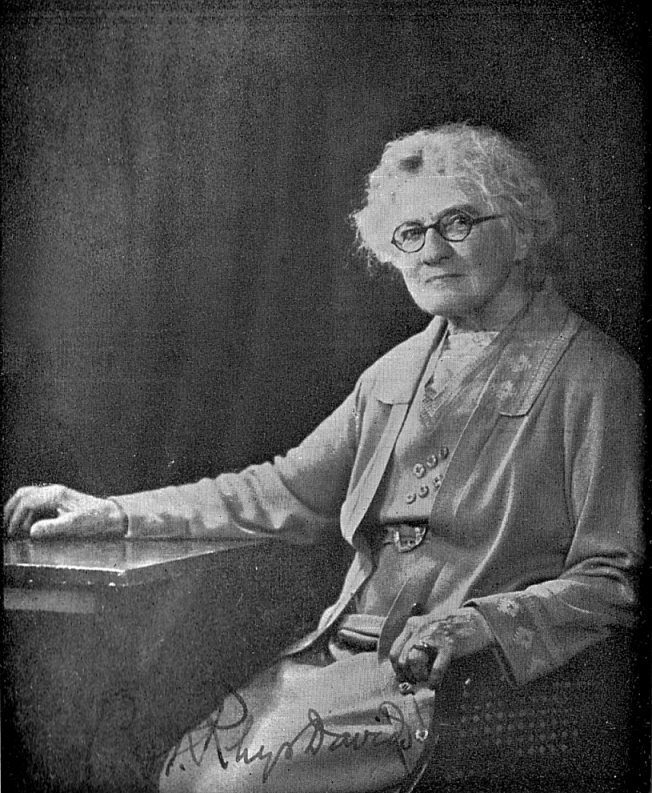
Caroline A. F. Rhys Davids foi uma das primeiras psicólogas modernas a conceituar escritos budistas canônicos em termos de psicologia.

O contato entre budismo e psicologia começou com o trabalho dos estudiosos da Pali Text Society, cujo trabalho principal foi a tradução do cânon pali budista. Em 1900, a indologista Caroline A. F. Rhys Davids publicou através da Pali Text Society uma tradução do primeiro livro do Abhidhamma Theravada, o Dhamma Sangani, e intitulou a tradução, "Manual Budista de Ética Psicológica". Na introdução deste trabalho seminal, Rhys Davids elogiou a sofisticação do sistema psicológico budista baseado em "um continuum complexo de fenômenos subjetivos" (dhammas) e os relacionamentos e leis de causalidade que os uniam (Rhys Davids, 1900, pp. Xvi -xvii.). A orientação psicológica do budismo é um tema que Rhys Davids adotou por décadas, como evidenciado por suas publicações posteriores, Buddhist Psychology: An Inquiry into the Analysis and Theory of Mind in Pali Literature (1914) e The Birth of Indian Psychology and its Development in Buddhism (1936).
Um evento importante no intercâmbio entre Oriente e Ocidente ocorreu quando o psicólogo americano William James convidou o budista do Sri Lanka Anagarika Dharmapala para dar palestras em suas aulas na Universidade de Harvard em dezembro de 1903. Depois que Dharmapala deu uma palestra sobre o budismo, James comentou: "Esta é a psicologia que todo mundo estudará daqui a 25 anos." Estudiosos posteriores como David Kalupahana (The principles of Buddhist psychology, 1987), Padmal de Silva (Buddhism and behaviour modification, 1984), Edwina Pio (Buddhist Psychology: A Modern Perspective, 1988) e Hubert Benoit (Zen and the Psychology of Transformation, 1990) escreveram sobre e compararam diretamente o budismo e a psicologia. Escritores no campo da psicologia transpessoal (que lida com experiência religiosa, estados alterados de consciência e tópicos semelhantes), como Ken Wilber, também integraram o pensamento e a prática budistas em seu trabalho.
As décadas de 1960 e 70 assistiram ao rápido crescimento do budismo ocidental, especialmente nos Estados Unidos. Na década de 1970, foram desenvolvidas técnicas psicoterapêuticas usando a “atenção plena”, como a terapia Hakomi por Ron Kurtz (1934–2011), possivelmente a primeira terapia baseada na atenção plena. A Redução do Estresse Baseada em Mindfulness (MBSR) de Jon Kabat-Zinn foi um desenvolvimento muito influente, introduzindo o termo na prática da terapia comportamental cognitiva ocidental. Os alunos de Kabat-Zinn, Zindel V. Segal, J. Mark G. Williams e John D. Teasdale mais tarde desenvolveram a terapia cognitiva baseada em mindfulness (MBCT) em 1987.

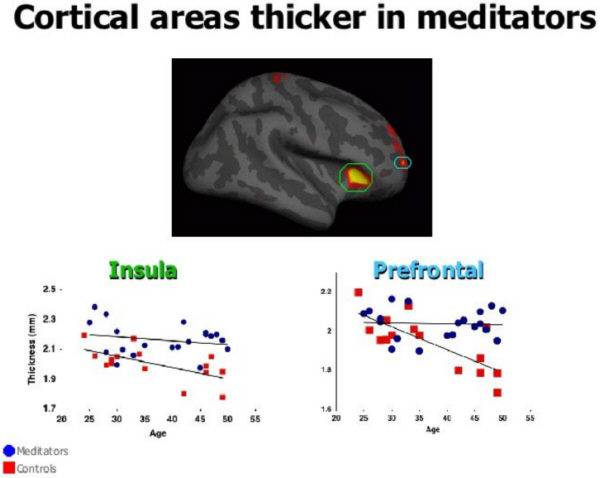
Uma pesquisa de Sarah Lazar, em 2005, descobriu áreas cerebrais mais espessas em praticantes de meditação Insight do que em indivíduos que não meditavam.

Trabalhos mais recentes concentraram-se na pesquisa clínica de práticas específicas derivadas do budismo, como meditação da atenção plena e desenvolvimento da compaixão (por exemplo, o trabalho de Jon Kabat-Zinn, Daniel Goleman) e em práticas psicoterapêuticas que integram práticas meditativas derivadas do budismo. Da perspectiva do budismo, vários professores budistas modernos, como Jack Kornfield e Tara Brach, têm formação acadêmica em psicologia.
A aplicação das ferramentas da neuropsicologia moderna (EEG, fMRI) para estudar a meditação budista também é uma área de integração. Uma das primeiras figuras nessa área foi o neurologista James H. Austin, que escreveu Zen and the Brain (1998). Outros que estudaram e escreveram sobre esse tipo de pesquisa incluem Richard Davidson, Alan Wallace, Rick Hanson (Buddha's Brain, 2009) e Zoran Josipovic. Uma revisão recente da literatura sobre os mecanismos neurais da meditação da atenção plena conclui que a prática "exerce efeitos benéficos na saúde física e mental e no desempenho cognitivo", mas que "os mecanismos neurais subjacentes permanecem obscuros".

### Psicologia Japonesa

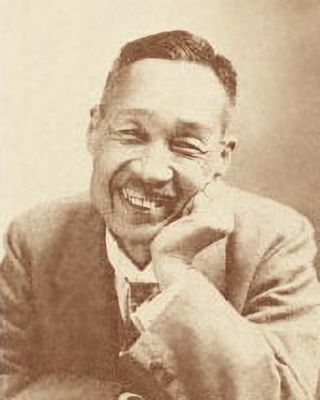
Dr. Shoma Morita (1874-1938)

No Japão, uma linha diferente de pensamento comparativo se desenvolveu, começando com a publicação "Psychology of Zen Sect" (1893) e "Buddhist psychology" (1897), de Inoue Enryō (1858–1919). Em 1920, Tomosada Iritani (1887–1957) administrou um questionário a 43 pessoas que lidavam com a prática zen, no que provavelmente foi o primeiro estudo psicológico empírico do zen. No campo da psicoterapia, a terapia Morita foi desenvolvida por Shoma Morita (1874-1938), influenciado pelo zen-budismo.
Koji Sato (1905–1971) iniciou a publicação da revista Psychologia: International Journal of Psychology in the Orient em 1957, com o objetivo de proporcionar um diálogo psicológico comparativo entre o Oriente e o Ocidente (com contribuições de Bruner, Fromm e Jung). Na década de 1960, Kasamatsu e Hirai usaram a eletroencefalografia para monitorar o cérebro dos meditadores zen. Isso levou à promoção de vários estudos cobrindo psiquiatria, fisiologia e psicologia do Zen pelo ministério da educação japonês, realizados em vários laboratórios. Outro pesquisador importante nesse campo, o Prof. Yoshiharu Akishige, promoveu a psicologia zen, a ideia de que os insights do zen não apenas deveriam ser estudadas, mas que deveriam informar a prática psicológica. A pesquisa nesse campo continua com o trabalho de psicólogos japoneses como Akira Onda e Osamu Ando.
No Japão, uma psicoterapia popular baseada no budismo é a terapia Naikan, desenvolvida a partir da introspecção budista Jōdo Shinshū por Ishin Yoshimoto (1916–1988). A terapia Naikan é usada em instituições correcionais, educacionais, para tratar a dependência de álcool e também por indivíduos que buscam o autodesenvolvimento.

### Psicoterapia e Budismo
O budismo tem algumas visões comparáveis à teoria psicanalítica. Isso inclui uma visão da mente inconsciente e processos de pensamento inconscientes, a visão de que forças inconscientes prejudiciais causam grande parte do sofrimento humano e a ideia de que se pode obter uma percepção desses processos de pensamento através de várias práticas, incluindo o que Freud chamou de "atenção uniformemente suspensa". Uma variedade de professores, clínicos e escritores, como D. T. Suzuki, Carl Jung, Erich Fromm, Alan Watts, Tara Brach, Jack Kornfield e Sharon Salzberg, tentaram conectar e integrar a psicanálise e o budismo. O advogado britânico Christmas Humphreys se referiu às colaborações do meio do século XX entre psicanalistas e estudiosos budistas como um encontro entre: "Duas das forças mais poderosas que operam hoje na mente ocidental".

#### A influência da D. T. Suzuki
Uma das influências mais importantes na propagação do budismo no oeste foi o estudioso zen D. T. Suzuki. Ele colaborou com os psicanalistas Carl Jung, Karen Horney e Erich Fromm.
Carl Jung escreveu o prefácio de Introduction to Zen Buddhism, de Suzuki, publicado pela primeira vez em 1948. Em seu prefácio, Jung destaca a experiência de iluminação dos satori como a "transformação insuperável à totalidade" dos praticantes do Zen. E, embora reconheça a inadequação das tentativas do psicólogo de compreender o satori através das lentes do intelectualismo, Jung, no entanto, afirma que, devido ao seu objetivo compartilhado de autotransformação: "O único movimento dentro de nossa cultura que em parte tem e em parte deveria ter alguma compreensão dessas aspirações [por tal iluminação] é a psicoterapia".
Referenciando a colaboração de Jung e Suzuki, bem como os esforços de outros, o filósofo humanista e psicanalista Erich Fromm observou que: "Existe um interesse inconfundível e crescente no zen-budismo entre os psicanalistas". Uma influente psicanalista que explorou o Zen foi Karen Horney, que viajou ao Japão em 1952 para se encontrar com Suzuki e que aconselhou seus colegas a ouvir seus clientes com uma "concentração e desapego do tipo Zen".
Suzuki, Fromm e outros psicanalistas colaboraram em um workshop de 1957 sobre "Zen Budismo e Psicanálise" em Cuernavaca, México. Fromm afirma que, na virada do século XX, a maioria dos pacientes psicoterapêuticos procuraram tratamento devido a sintomas de tipo médicos que impediam o seu funcionamento social. No entanto, em meados do século, a maioria dos pacientes psicanalíticos não apresentava sintomas evidentes e funcionava bem, mas sofria de uma "morte interior" e uma "alienação de si mesmo". Parafraseando Suzuki amplamente, Fromm continua:

O zen é a arte de "enxergar a natureza do ser"; "é um caminho", da escravidão à liberdade; "libera nossas energias naturais;"... e nos impele a expressar nossa faculdade de "felicidade e amor". [...] [O] que se pode dizer com mais certeza é que o conhecimento do Zen e uma preocupação com ele podem ter uma influência mais fértil e esclarecedora na teoria e na técnica da psicanálise. O zen, diferente do método da psicanálise, pode aguçar o foco, lançar uma nova luz sobre a natureza do insight e aumentar o sentido do que é ver, do que é ser criativo, do que é superar o problema das contaminações afetivas e falsas intelectualizações, que são os resultados necessários da experiência baseada na divisão sujeito-objeto"

#### Diálogo e integração psicanalítica budista
O diálogo entre o budismo e a psicanálise continuou com o trabalho de psiquiatras como Mark Epstein, Nina Coltart, Jack Engler, Axel Hoffer, Jeremy D. Safran, David Brazier e Jeffrey B. Rubin.
Nina Coltart (1927-1997) foi diretora da Clínica de Psicanálise de Londres, neofreudiana e budista. Ela teorizou que existem semelhanças distintas na transformação do eu que ocorrem tanto na psicanálise quanto no budismo. Ela acreditava que a prática do budismo e da psicanálise era "mutamente reforçante e esclarecedora" (Coltart, The practice of psychoanalysis and Buddhism).
Mark Epstein é um psiquiatra americano que praticou o budismo na Tailândia sob Ajahn Chah e, desde então, escreveu vários livros sobre psicanálise e budismo (Thoughts Without a Thinker 1995, Psychotherapy Without the Self, 2008). Epstein relaciona as Quatro Nobres Verdades budistas ao narcisismo primário, conforme descrito por Donald Winnicott em sua teoria sobre o verdadeiro eu e o falso eu. A primeira verdade destaca a inevitabilidade da humilhação em nossas vidas de nossa autoestima narcísica. A segunda verdade fala da sede primordial que torna inevitável tal humilhação. A terceira verdade promete libertação através do desenvolvimento de uma auto-imagem realista, e a quarta verdade explica os meios para conseguir isso.
Jeffrey B. Rubin também escreveu sobre a integração dessas duas práticas em Psychotherapy and Buddhism, Toward an Integration (1996). Neste texto, ele critica a ideia budista de iluminação como uma purificação total da mente: "Do ponto de vista psicanalítico, uma esfera estática e livre de conflitos - um "esconderijo" psicológico - além das vicissitudes de conflito e condicionamento onde a mente está imune a vários aspectos da vida afetiva, como interesse próprio, egocentrismo, medo, luxúria, ganância e sofrimento, são quixotescos. Como conflito e sofrimento parecem ser aspectos inevitáveis da vida humana, o ideal da Iluminação pode ser assintótico, isto é, um ideal inacessível." Ele aponta escândalos e abusos de professores budistas americanos como exemplos. Rubin também descreve um estudo de caso do tratamento psicanalítico de um meditador budista e observa que a meditação tem sido amplamente ignorada e desvalorizada pelos psicanalistas. Ele argumenta que a meditação budista pode fornecer uma contribuição importante para a prática da escuta psicanalítica, melhorando a capacidade de atenção de um analista e recomenda meditação para psicanalistas.
Axel Hoffer contribuiu para esta área como editor de "Freud and the Buddha", que reúne vários ensaios de psicanalistas e um estudioso budista, Andrew Olendzki. Olendzki descreve uma importante problemática entre os dois sistemas, a prática freudiana de livre associação, a qual, segundo a perspectiva budista, se baseia na: “tendência reflexiva da mente de fazer incessantemente uma narrativa de tudo o que surge na experiência é ela própria a causa de muito de nosso sofrimento, e a meditação oferece um refúgio refrescante do mapeamento de todos os dados de entrada sensorial para a macroconstrução de um eu significativo.”  Olendzki também argumenta que, para os budistas, o foco psicanalítico na narratividade linguística nos distrai da experiência imediata.

#### David Brazier
David Brazier é um psicoterapeuta que combina psicoterapia e budismo (Zen therapy, 1995). Brazier aponta para várias traduções possíveis dos termos Pali das Quatro Nobres Verdades, que dão uma nova visão sobre essas verdades. As traduções tradicionais de samudhaya e nirodha são "origem" e "cessação". Juntamente com a tradução de dukkha como "sofrimento", isso gera uma explicação causal do sofrimento e a impressão de que o sofrimento pode ser totalmente encerrado. A tradução dada por David Brazier dá uma interpretação diferente às Quatro Nobres Verdades.
1. Dukkha: a existência é imperfeita, é como uma roda que não está diretamente no eixo;
2. Samudhaya: simultaneamente com a experiência de dukkha, surge a tanha, a sede: a insatisfação com o que é e o desejo de que a vida seja diferente do que é. Continuamos presos nesse anseio quando não vemos a realidade como ela é: imperfeita e em constante mudança;
3. Nirodha: podemos limitar esse anseio (que a realidade é diferente do que é) e perceber a realidade como ela é, pelo que o sofrimento da imperfeição se limita;
4. Marga: esse confinamento é possível seguindo o Caminho Óctuplo.

Nesta tradução, samudhaya significa que o desconforto inerente à vida surge junto com o desejo de que o evento da vida seja diferente. A tradução do nirodha como confinamento significa que esse desejo é uma reação natural, que não pode ser totalmente escapada ou cessada, mas pode ser limitada, o que nos dá liberdade.

### Terapia Gestalt
A Gestalt-terapia, uma abordagem criada por Fritz Perls, baseava-se na fenomenologia, no existencialismo e também no zen-budismo e taoísmo. Perls passou algum tempo nos mosteiros zen japoneses e suas técnicas terapêuticas incluem práticas de atenção plena e foco no momento presente. Práticas delineadas pelo próprio Perls em Ego, hunger and aggression (1969), como “concentração em comer” (“temos que estar plenamente conscientes do fato de estarmos comendo”) e “contínuo de consciência” são notavelmente semelhantes ao treinamento budista de atenção plena. Outros autores da terapia Gestalt que foram influenciados pelo budismo são Barry Stevens e Dick Price (que desenvolveram a prática da Gestalt incluindo a meditação budista).
De acordo com Crocker, um importante elemento budista da Gestalt é que “a pessoa está simplesmente permitindo que o que é no momento presente se revele a ela e dessa receptividade responda com 'não-mente'”.
Mais recentemente, Claudio Naranjo escreveu sobre a prática da Gestalt e do budismo tibetano.

### Psicologia existencial e humanista
Os modelos existencial e humanístico da psicologia humana enfatizam a importância da responsabilidade pessoal e da liberdade de escolha, ideias centrais da ética e da psicologia budistas.
O foco da psicologia humanista no desenvolvimento da "pessoa em pleno funcionamento" (Carl Rogers) e na auto-atualização (Maslow) é semelhante à atitude budista de auto-desenvolvimento como um fim humano definitivo. A ideia da terapia centrada na pessoa também pode ser comparada à visão budista de que o indivíduo é responsável por seu próprio desenvolvimento, que um professor budista é apenas um guia e que o paciente pode ser "uma luz para si".
A ideia de Carl Rogers de "consideração positiva incondicional" e sua ênfase na importância da empatia foram comparadas às concepções budistas de compaixão (Karuṇā).
A meditação da atenção plena tem sido vista como uma maneira de auxiliar a prática da psicoterapia centrada na pessoa. O terapeuta centrado na pessoa Manu Buzzano escreveu que "parecia claro que a prática regular de meditação me ajudou a oferecer congruência, empatia e consideração positiva incondicional". Posteriormente, ele entrevistou outros terapeutas centrados na pessoa que praticavam meditação e descobriu que isso aumentava a empatia deles, a abertura sem julgamento e a qualidade do relacionamento com seus clientes.
Também foi feita uma comparação entre a Comunicação Não Violenta de Marshall Rosenberg e os ideais budistas do discurso correto, tanto na teoria quanto na manifestação dos ideais budistas na prática.
Padmasiri de Silva vê o foco da psicologia existencial no "sentido trágico da vida" apenas uma expressão diferente do conceito budista de dukkha. O conceito existencial de ansiedade ou angústia como resposta à condição humana também ressoa com a análise budista do medo e do desespero. O monge budista Nanavira Thera, no prefácio de suas "Notas sobre o Dhamma", escreveu que o trabalho dos filósofos existenciais oferecia uma maneira de abordar os textos budistas, ao fazer o tipo de perguntas sobre sentimentos de ansiedade e a natureza da existência com a qual o Buda começa sua análise. Nanavira também afirma que aqueles que entenderam a mensagem do Buda foram além dos existencialistas e deixaram de ver suas perguntas como válidas. Edward Conze também vê o paralelo entre budistas e existencialistas apenas preliminar: "Em termos das quatro verdades, os existencialistas têm apenas a primeira, que ensina que tudo está doente. Do segundo, que atribui a origem do mal ao desejo, eles têm apenas uma compreensão muito imperfeita. Quanto ao terceiro e quarto, eles são bastante desconhecidos... Sem saber como escapar, eles são fabricantes de seus próprios problemas."

### Psicologia Positiva
O crescente campo da psicologia positiva compartilha com o budismo o foco no desenvolvimento de emoções positivas, forças e virtudes pessoais com o objetivo de melhorar o bem-estar humano. A psicologia positiva também descreve a futilidade da "esteira hedônica", a busca de prazeres efêmeros e os ganhos em busca de uma felicidade duradoura. O budismo sustenta que esse mesmo esforço está na raiz da infelicidade humana.
O conceito budista e a prática da meditação da atenção plena foram adotados por psicólogos como Rick Hanson (Buddha's brain, 2009), T. B. Kashdan & J. Ciarrochi (Mindfulness, acceptance, and positive psychology, 2013) e Itai Ivtzan (Mindfulness in Positive Psychology, 2016). Kirk W. Brown e Richard M. Ryan, da Universidade da Pensilvânia, desenvolveram uma "escala de conscientização da atenção consciente" de 15 itens para medir a atenção disposicional.
O conceito de Fluxo estudado por Mihaly Csikszentmihalyi foi comparado a estados meditativos budistas como samadhi e mindfulness. Ronald Siegel descreve o fluxo como "atenção plena ao realizar algo". Nobo Komagata e Sachiko Komagata, no entanto, são críticos para caracterizar a noção de "fluxo" como um caso especial de atenção plena, observando que a conexão é mais complicada. O Zen Budismo tem um conceito chamado Mushin (無心, sem mente ou não-mente), que também é semelhante ao fluxo.
Christopher K. Germer, instrutor clínico de psicologia da Harvard Medical School e membro fundador do Instituto de Meditação e Psicoterapia, declarou: "A psicologia positiva, que se concentra no florescimento humano e não nas doenças mentais, também está aprendendo muito com o budismo, particularmente como a atenção plena e a compaixão podem melhorar o bem-estar. Este tem sido o domínio do budismo nos últimos dois milênios e estamos apenas adicionando uma perspectiva científica."
Martin Seligman e o monge budista Thanissaro Bhikkhu apontaram que a estrutura da psicologia positiva é eticamente neutra e, portanto, dentro dessa estrutura, você poderia argumentar que "um serial killer leva uma vida agradável, um habilidoso sicário da máfia leva uma boa vida, e um terrorista fanático leva uma vida significativa". Thanissaro argumenta que a psicologia positiva também deve examinar as dimensões éticas da boa vida. Sobre o exemplo de estados de fluxo, ele escreve:
"Uma suposição comum é que o que você faz para induzir uma sensação de fluxo seria puramente uma questão pessoal e, em última análise, o que você faz não importa. O que importaria é o fato do fluxo psicológico. É mais provável que você experimente o fluxo onde quer que tenha a habilidade, e provavelmente desenvolva a habilidade onde quer que tenha a aptidão, seja na música, no esporte, na caça, na meditação, etc. Do ponto de vista do Buda, no entanto, realmente importa o que você faz para obter gratificação, pois algumas habilidades são mais propícias à felicidade estável e de longo prazo do que outras, devido a suas consequências a longo prazo."
As habilidades que Thanissaro argumenta serem mais condutivas à felicidade incluem virtudes budistas como inofensividade, generosidade, restrição moral e o desenvolvimento da boa vontade, bem como atenção plena, concentração e discernimento.

### Universidade Naropa
"O budismo virá ao Ocidente como psicologia"

- Chogyam Trungpa, 1974
 Em sua introdução ao livro de 1975, Glimpses of the Abhidharma, Chogyam Trungpa Rinpoche escreveu:
"Muitos psicólogos modernos descobriram que as descobertas e explicações do abhidharma coincidem com suas próprias descobertas recentes e novas ideias; como se o Abhidharma, ensinado 2.500 anos atrás, tivesse sido reconstruído no idioma moderno".
O livro de Trungpa Rinpoche continua descrevendo a sequência fenomenológica em nanossegundos pela qual uma sensação se torna consciente usando os conceitos budistas dos "cinco agregados".
Em 1974, Trungpa Rinpoche fundou o Instituto Naropa, agora chamado Universidade Naropa. Desde 1975, essa universidade credenciada oferece diplomas em "psicologia contemplativa".

### Instituto da Mente e Vida

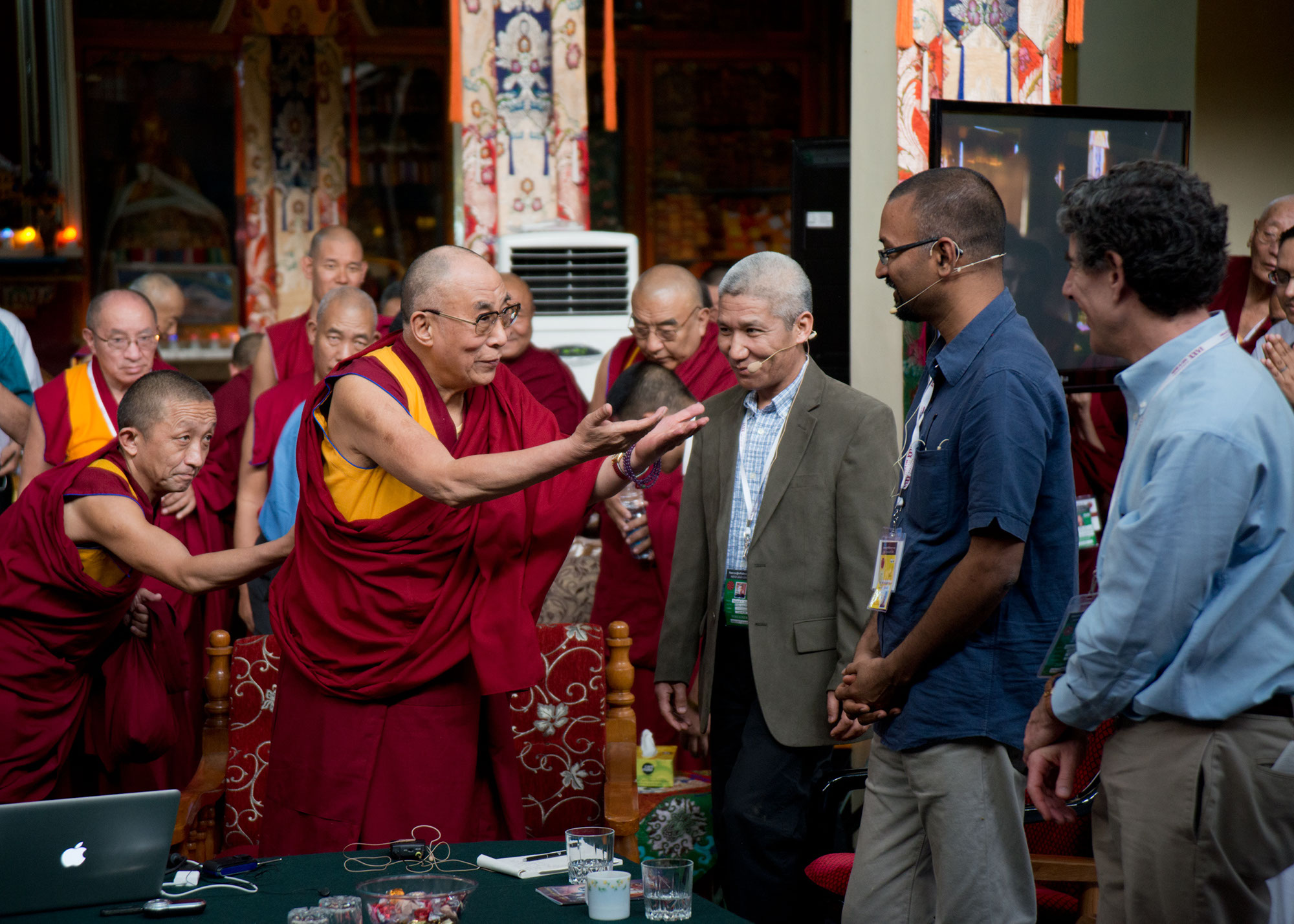
Rajesh Kasturirangan com o 14º Dalai Lama, Geshe Thupten Jinpa e Richard Davidson na 26ª Conferência do Mind and Life Institute.

A cada dois anos, desde 1987, o Dalai Lama convoca reuniões "Mente e Vida" de budistas e cientistas. Refletindo sobre uma sessão Mente e Vida de março de 2000, o psicólogo Daniel Goleman observa:

"Desde a época de [Gautama Buda] no século V a. C., uma análise da mente e de seu funcionamento tem sido central para as práticas de seus seguidores. Essa análise foi codificada durante o primeiro milênio após sua morte dentro do sistema chamado, na língua Pali dos dias de Buda, Abhidhamma (ou Abhidharma em sânscrito), que significa 'doutrina suprema'... Todos os ramos do budismo hoje tem uma versão desses ensinamentos psicológicos básicos na mente, bem como seus próprios refinamentos"

## Técnicas budistas em ambientes clínicos
Por mais de um milênio, em todo o mundo, as práticas budistas têm sido usadas para fins não-budistas. Mais recentemente, psicólogos clínicos, teóricos e pesquisadores incorporaram práticas budistas em psicoterapias formalizadas generalizadas. As práticas de atenção budista foram explicitamente incorporadas a uma variedade de tratamentos psicológicos. Mais tangencialmente, as psicoterapias que lidam com a reestruturação cognitiva compartilham princípios fundamentais com os antídotos budistas antigos para o sofrimento pessoal.

### Práticas de atenção plena
Fromm distingue entre dois tipos de técnicas meditativas usadas em psicoterapia:
1. autossugestão usada para induzir relaxamento;
2. meditação "para alcançar um grau mais alto de desapego, de ganância e de não ilusão; brevemente, aquelas que servem para alcançar um nível mais elevado de ser" (p. 50)

Fromm atribui técnicas associadas a este último às práticas de atenção budista.
Duas práticas terapêuticas cada vez mais populares usando técnicas de atenção budista são a Redução do Estresse Baseada na Atenção Plena (MBSR) de Jon Kabat-Zinn e a Terapia Comportamental Dialética (TCD) de Marsha M. Linehan. Outras terapias importantes que usam a atenção plena incluem a Terapia de Aceitação e Compromisso (ACT) de Steven C. Hayes, a Prática de Adaptação fundada em 1978 pelo psiquiatra britânico e zen budista Clive Sherlock e, com base no MBSR, a Terapia Cognitiva Baseada na Atenção Plena (Segal) et al., 2002).

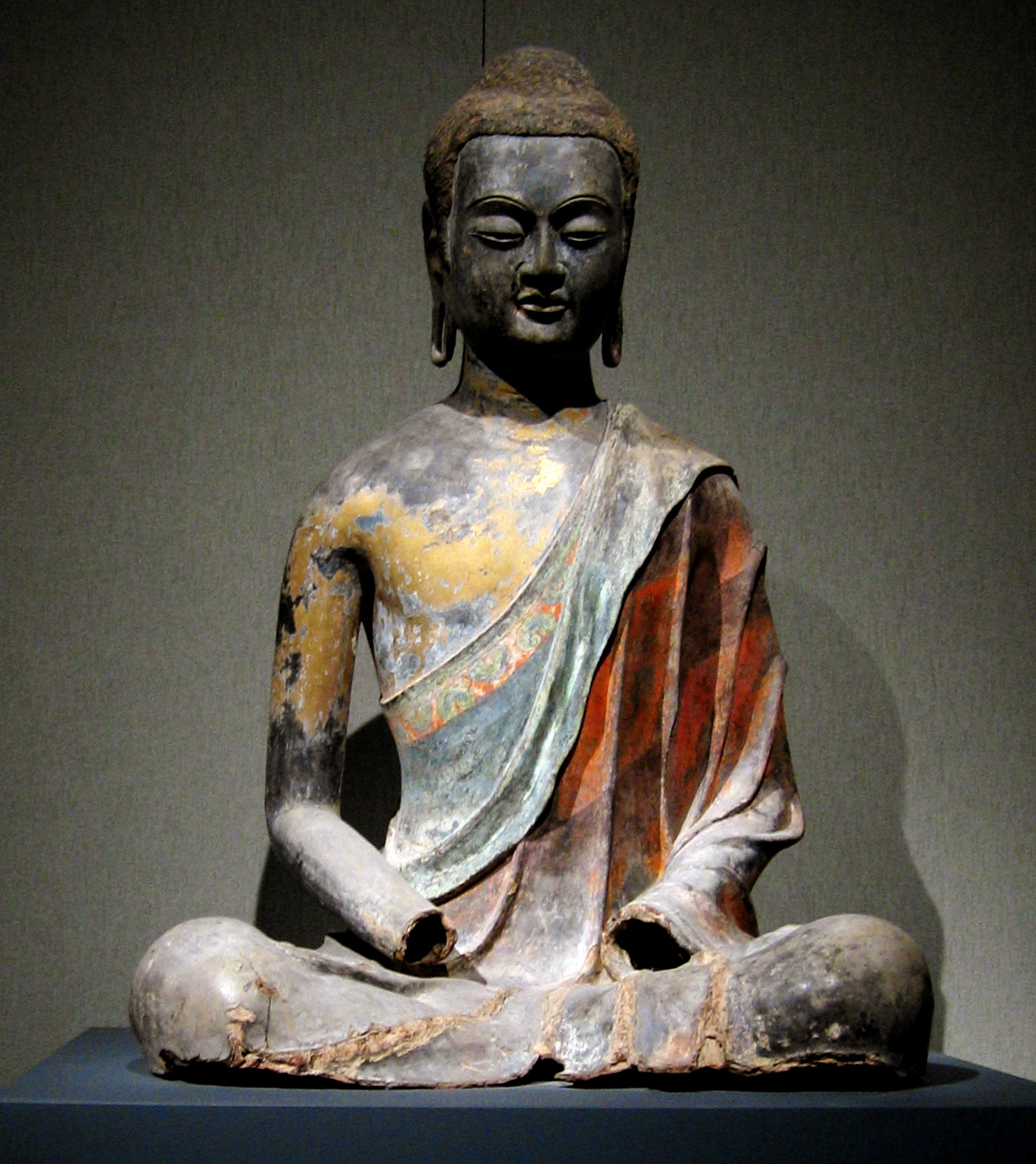
Pesquisadores clínicos descobriram que práticas de atenção plena budista podem ajudar a aliviar a ansiedade, a depressão e certos distúrbios de personalidade.

#### Redução do estresse baseado na atenção plena (MBSR)
A Kabat-Zinn desenvolveu o programa MBSR de oito semanas, durante um período de dez anos, com mais de quatro mil pacientes no Centro Médico da Universidade de Massachusetts. Descrevendo o programa MBSR, Kabat-Zinn escreve:

Esse "trabalho" envolve, acima de tudo, a prática regular e disciplinada da consciência momento a momento ou "atenção plena", a 'posse' completa de cada momento de sua experiência, boa, ruim ou feia. Essa é a essência da vida em plena catástrofe.
Kabat-Zinn, ex-praticante de Zen,

Embora neste momento a meditação da atenção plena seja mais comumente ensinada e praticada dentro do contexto do budismo, sua essência é universal.... No entanto, não é por acaso que a atenção plena surge do budismo, que tem como principal preocupação o alívio do sofrimento e dissipando ilusões.
Em termos de diagnóstico clínico, a MBSR provou ser benéfica para pessoas com transtornos de depressão e ansiedade; no entanto, o programa destina-se a atender qualquer pessoa que esteja enfrentando estresse significativo.
Seria baseada em treinamento relativamente intensivo em meditação budista sem o budismo (como eu gostava de dizer) e ioga.

#### Terapia Comportamental Dialética (TCD ou DBT)
Ao escrever sobre TCD, a praticante de Zen Marsha M. Linehan afirma: 
"Como o próprio nome sugere, sua característica primordial é a ênfase na "dialética"; isto é, a reconciliação dos opostos em um processo contínuo de síntese ... Essa ênfase na aceitação como um equilíbrio para mudar flui diretamente da integração de uma perspectiva extraída da prática oriental (zen) com a prática psicológica ocidental."
 Da mesma forma, Linehan escreve:
As habilidades de atenção plena são essenciais para a TCD.... Elas são as primeiras habilidades ensinadas e são [revisadas] ... toda semana.... As habilidades são versões psicológicas e comportamentais das práticas de meditação do treinamento espiritual oriental. Eu me apaixonei mais fortemente pela prática do Zen
Estudos clínicos controlados demonstraram a eficácia da TCD para pessoas com transtorno de personalidade borderline.

#### Terapia de Aceitação e Compromisso (TCA)
A TCA não emergiu explicitamente do budismo, mas seus conceitos geralmente são paralelos às ideias das tradições budistas e místicas. A TCA foi definida por seus criadores como um método que "usa processos de aceitação e atenção plena, e processos de compromisso e ativação comportamental para produzir flexibilidade psicológica".
A atenção plena na TCA é definida como uma combinação de quatro aspectos do modelo de flexibilidade psicológica, que é a teoria aplicada ao TCA:
1. Aceitação (abertura e envolvimento com a experiência atual);
2. Desfusão cognitiva (atendendo ao processo contínuo de pensamento, em vez de interagir automaticamente com os eventos, estruturados por previsão, julgamento e interpretação);
3. Contato com o momento presente (atenção ao mundo externo e interno atual de maneira flexível, fluida e voluntária);
4. Um senso transcendente de si mesmo ou "eu como contexto" (um senso de consciência interconectado que mantém contato com o "Eu/Aqui/Agora" da consciência e sua interconexão com o "Você/Lá/ Então").[85]

Argumenta-se que esses quatro aspectos da atenção plena na TCA derivam da Teoria do Quadro Relacional, o programa de pesquisa em linguagem e cognição subjacente à TCA no nível básico. Por exemplo, argumenta-se que o "eu como contexto" surge de relações verbais dícticas como Eu/Você ou Aqui/Lá, que os laboratórios da TQR têm mostrado para ajudar a estabelecer habilidades de tomada de perspectiva e interconexão com os outros.
A maioria dos livros de auto-ajuda da TCA (por exemplo,) e muitos protocolos testados da TCA ensinam habilidades formais de prática contemplativa, mas, por essa definição de atenção plena, tais habilidades de desfusão como repetição de palavras (tomar um pensamento difícil, destilando-o em uma única palavra, e dizer repetidamente em voz alta por 30 segundos) também são vistas como métodos de atenção plena.

#### Prática de Adaptação
O psiquiatra britânico Clive Sherlock, que treinou na tradicional Escola Rinzai de Zen, desenvolveu a Prática de Adaptação (PA), o fundamento da atenção plena, em 197, com base no treinamento profundo de atenção/conscientização da prática e meditação da vida cotidiana zen. A prática de adaptação é usada para alívio a longo prazo da depressão, ansiedade, raiva, estresse e outros problemas emocionais.
O Dr. Albert Ellis, considerado o "avô da terapia cognitivo-comportamental" (TCC), escreveu:

Muitos dos princípios incorporados na teoria da "psicoterapia racional-emotiva" não são novos; alguns deles, de fato, foram originalmente declarados há milhares de anos, especialmente pelos filósofos estoicos gregos e romanos (como Epiteto e Marco Aurélio) e por alguns dos antigos pensadores taoístas e budistas (ver Suzuki, 1956, e Watts, 1959, 1960).
Para dar apenas um exemplo, o budismo identifica a raiva e a má vontade como obstáculos básicos ao desenvolvimento espiritual (veja, por exemplo, os Cinco Obstáculos, os Dez Grilhões e os kilesas). Um antídoto budista comum para a raiva é o uso da contemplação ativa de pensamentos amorosos (ver, por exemplo, metta). Isso é semelhante ao uso de uma técnica de TCC conhecida como "treinamento emocional", que Ellis descreve da seguinte maneira:

Pense em uma experiência intensamente agradável que você teve com a pessoa com quem agora está com raiva. Quando você fantasiou uma experiência tão agradável e realmente se entregou a sentimentos extraordinariamente bons e intensamente calorosos em relação a essa pessoa como resultado dessa lembrança, continue o processo. Lembre-se de experiências agradáveis e bons sentimentos e tente fazer com que esses sentimentos sejam mais importantes do que os seus sentimentos de hostilidade.

## Crítica
Alguns praticantes budistas tradicionais expressaram preocupação de que as tentativas de ver o budismo através das lentes da psicologia diminuam a mensagem libertadora do Buda.
Patrick Kearney escreveu que o esforço para integrar os ensinamentos do Buda, interpretando-o através da visão das psicologias, levou a "uma crescente confusão sobre a natureza dos ensinamentos budistas e a vontade de distorcer e diluir esses ensinamentos". Ele critica Jack Kornfield e Mark Epstein por sustentar que as técnicas psicológicas são uma necessidade para alguns budistas e Jeffrey Rubin por escrever que a iluminação pode não ser possível. Kearney escreve:
"Epstein e Rubin querem reescrever o budismo em seus próprios termos, pegando o oceano da sabedoria do Buda e reduzindo-o a uma poça pequena o suficiente para acomodar as opiniões de Freud e seus sucessores".
|                     | Psicologia romântica/ humanista | Budismo inicial                    |
| moléstia espiritual | self dividido                   | apego                              |
| experiência última  | sentimento de unidade           | conhecimento da Iluminação (Bodhi) |
| cura                | integração pessoal em andamento | Iluminação                         |

O monge americano da interpretação Teravada Thanissaro Bhikkhu também criticou a interpretação do budismo através da psicologia, que tem valores e objetivos diferentes, derivados de raízes como o romantismo europeu e o cristianismo protestante. Ele também identifica amplas semelhanças entre "psicologia romântica/humanística" e o budismo inicial: crenças na intervenção humana (versus divina) com uma abordagem experiencial, pragmática e terapêutica. Thanissaro Bhikkhu traça as raízes dos ideais espirituais modernos ao filósofo da era romântica alemã Immanuel Kant, passando pelo psicólogo e filósofo americano William James, Jung e pelo psicólogo humanista Abraham Maslow. Thanissaro vê a visão deles centrada na ideia de curar o "eu dividido", uma ideia que é estranha ao budismo. Thanissaro afirma que também existem diferenças fundamentais entre a psicologia romântica/humanística e o budismo. Estes estão resumidos na tabela adjacente. Thanissaro considera implicitamente aqueles que impõem metas românticas/humanísticas na mensagem do Buda como "românticos budistas".
As mesmas semelhanças foram reconhecidas por David McMahan ao descrever o modernismo budista.
Reconhecendo a alienação generalizada e a fragmentação social da vida moderna, Thanissaro Bhikkhu escreve:

"Quando o romantismo budista fala sobre essas necessidades, ele abre as portas para áreas do darma [ensinamentos do Buda] que podem ajudar muitas pessoas a encontrar o consolo que estão procurando. Ao fazer isso, amplia o trabalho da psicoterapia. No entanto, o [...] romantismo budista também ajuda a fechar o portão para áreas do darma que desafiariam as pessoas na esperança de uma felicidade última baseada na interconectividade. O darma tradicional exige renúncia e sacrifício, sob o argumento de que toda interconexão é essencialmente instável, e qualquer felicidade baseada nessa instabilidade é um convite ao sofrimento. A verdadeira felicidade tem que ir além da interdependência e da interconectividade ao incondicionado [...] [O] portão [do romantismo budista] fecha áreas raízes do darma, projetadas para lidar com os níveis de sofrimento remanescentes, mesmo quando uma sensação de inteireza é dominada."
Outro monge Teravada, Bhikkhu Bodhi também criticou a apresentação de certos ensinamentos budistas misturados com visões psicológicas e humanísticas como sendo um budismo autêntico. Isso arriscaria perder a essência da mensagem libertadora e raiz do Buda, focada na obtenção do nirvana: 
 O que me preocupa é a tendência, comum entre os professores budistas atuais, de reformular os princípios fundamentais dos ensinamentos do Buda em termos psicológicos e depois dizer: "Este é o Dhamma". Quando isso é feito, podemos nunca perceber que o verdadeiro objetivo do ensino, em sua própria estrutura, não é induzir "cura" ou "totalidade" ou "auto-aceitação", mas impulsionar a mente na direção de libertação - e fazê-lo atenuando e finalmente libertando todos os fatores mentais responsáveis por nossa servidão e sofrimento. Devemos lembrar que o Buda não ensinou o Dhamma como uma "arte de viver" - embora inclua isso - mas acima de tudo como um caminho para a libertação, um caminho para a libertação final e a iluminação. E o que Buda quer dizer com iluminação não é uma celebração das limitações da condição humana, não uma submissão passiva às nossas fragilidades, mas uma superação dessas limitações, fazendo uma descoberta radical e revolucionária para uma dimensão completamente diferente do ser. 

## Psicologia popular e espiritualidade

### Professores e popularizadores convencionais
Em 1961, o filósofo e professor Alan Watts escreveu:

"Se olharmos profundamente para modos de vida como o budismo e o taoísmo, o Vedanta e o Yoga, não encontraremos filosofia nem religião, como são entendidas no Ocidente. Encontramos algo mais parecido com a psicoterapia.... A principal semelhança entre esses modos de vida orientais e a psicoterapia está na preocupação de trazer mudanças de consciência, mudanças em nossos modos de sentir nossa própria existência e nossa relação com a sociedade humana e o mundo natural. O psicoterapeuta tem, na maioria das vezes, interesse em mudar a consciência de indivíduos particularmente perturbados. As disciplinas do budismo e do taoísmo preocupam-se, porém, em mudar a consciência das pessoas normais e socialmente ajustadas."
Desde as primeiras observações e reflexões de Watts, houve muitos outros contribuintes importantes para a popularização contemporânea da integração da meditação budista com a psicologia, incluindo Kornfield (1993), Joseph Goldstein, Tara Brach, Epstein (1995) e Nhat Hanh (1998).

## Educação e pesquisa
Pesquisadores interessados em estudar a intersecção entre budismo e psicologia na América do Norte tiveram que se encaixar em programas de estudos orientais, programas de psicologia ou se engajar em um programa de estudo privado. Programas norte-americanos em instituições credenciadas dedicadas ao budismo e à psicologia são poucos. Existe um programa menor (que em breve será importante) na Universidade de Toronto, chamado Budismo e Saúde Mental.
Quanto ao treinamento clínico, existe um programa de mestrado credenciado em Psicoterapia Contemplativa oferecido na Universidade Naropa em Boulder, CO. O currículo é um híbrido da psicologia budista e das abordagens psicoterapêuticas e incorpora vários retiros em grupo e práticas de meditação em andamento. O programa, que foi fundado em 1978, foi projetado para preparar para o licenciamento como conselheiro profissional.